# Маклаков, Николай Алексеевич
Никола́й Алексе́евич Маклако́в (21 сентября 1871, Москва — 5 сентября 1918, Москва) — государственный деятель Российской империи, министр внутренних дел в 1912—1915 годах, член Государственного совета, гофмейстер Двора Его Императорского Величества (1913).

## Биография
Родился 9 (21) сентября 1871 года в дворянской семье врача-окулиста, впоследствии профессора офтальмологии Алексея Николаевича Маклакова. Братья: Василий (1869—1957), адвокат, член Государственной думы от города Москвы; Алексей (1872—1918) — профессор Московского университета, офтальмолог.
Окончил историко-филологический факультет Московского университета (1893). Служил в Министерстве финансов. Чиновник для особых поручений при Московской казённой палате (с 1894), затем — податной инспектор в Суздале (с 1897) и Владимире (с 1898), начальник отделения Тамбовской казённой палаты (с 1900), директор Тамбовского губернского попечительного комитета о тюрьмах (с 1902), управляющий Полтавской казённой палатой (с 1906). Был председателем комиссии по украшению города к 200-летию Полтавской битвы. С 7 июня 1909 года назначен П. А. Столыпиным и.д. черниговского губернатора. В 1909 году пожалован в звание камергера Двора. Действительный статский советник (1911). Находился в конфликте с черниговским земством, которое обвиняло его в давлении на выборы в Государственную думу IV созыва.
С 16 декабря 1912 года был назначен управляющим делами Министерства внутренних дел, а 21 февраля 1913 года утверждён в должности министра. Гофмейстер Двора (1913). На посту министра провёл через законодательные учреждения свыше 150 законопроектов, в том числе о преобразовании полиции, о печати (с Уставом о печати), о преобразовании статистической части МВД, о 2-й всеобщей переписи населения. Неоднократно выступал за роспуск Государственной думы (в этом духе направил в 1913 году несколько писем царю). После начала Первой мировой войны внес 18 ноября 1914 года в Совет министров «Записку», в которой настаивал на ограничении Земского и Городского союзов исключительно делом «помощи больным и раненым» и запрещении им заниматься политикой. С 21 января 1915 года — член Государственного совета и 5 июня 1915 года был уволен от должности министра с оставлением членом Государственного совета (с февраля 1916 — член его финансовой комиссии).
Участвовал в Петроградском совещании монархистов 21—23 ноября 1915 года, на котором был избран в состав Совета монархических съездов.
Противник существования Государственной думы, был связан с крайне правыми политическими деятелями. В конце 1916 года в письме к императору Николаю II убеждал его принять «крутые меры», т. к. судьба монархии находится в опасности. В начале февраля 1917 года был вызван в Петроград для составления манифеста о роспуске Думы, рассматривался Николаем II в качестве диктатора с неограниченными полномочиями.
Во время Февральской революции 27 февраля 1917 года был арестован, находился в заключении в Петропавловской крепости. Допрашивался Чрезвычайной следственной комиссией Временного правительства; 11 октября 1917 года был переведён в больницу Конасевича, где содержался под охраной.
Летом 1918 года был отправлен в Москву, где 5 сентября публично расстрелян ВЧК в Петровском парке в первый день после объявления красного террора. Вместе с ним были расстреляны епископ Ефрем (Кузнецов), протоиерей Иоанн Восторгов, председатель Государственного Совета И. Г. Щегловитов, сенатор С. П. Белецкий, министр внутренних дел А. Н. Хвостов и ряд других лиц.

## Награды
- Орден Святого Станислава 3-й степени (01.01.1898)
- Орден Святой Анны 3-й степени (14.04.1902)
- Орден Святого Станислава 2-й степени (17.04.1905)
- Орден Святой Анны 1-й степени (14.04.1913)
- Орден Святого Владимира 2-й степени (01.01.1917)

## Семья
Был женат на княжне Марии Леонидовне Оболенской (1874—1949). Их дети:
- Георгий (Юрий) (1894—1969), выпускник Училища правоведения (1916), офицер Кабардинского конного полка. Участник Первой мировой войны и Белого движения в составе Добровольческой армии и ВСЮР, ротмистр. В эмиграции во Франции, заслуженный профессор Лилльского католического университета по кафедре русской словесности[4][5].
- Алексей (1896—1945), воспитанник Училища правоведения (курса не окончил), корнет 17-го драгунского Нижегородского полка. Участник Белого движения в составе ВСЮР и Русской армии барона Врангеля. В эмиграции во Франции. Без вести пропал в 1945 году в Берлине (возможно, расстрелян советскими войсками в госпитале)[5].
- Леонид (?—?), учащийся Александровского лицея, вольноопределяющийся. Участник Белого движения в составе ВСЮР и Русской армии барона Врангеля. В эмиграции служил Иностранном легионе в Африке. Судьба после 1929 года неизвестна[5].